# Gary Pallister
Gary Andrew Pallister, (Ramsgate, 1965. június 30. –), angol válogatott labdarúgó. Pályafutása nagy részét, és egyben legsikeresebb éveit a Manchester Unitedben töltötte 1989 és 1998 között, de játszott a Middlesbrough és a Darlington csapatában is. Az angol válogatottban 22 alkalommal lépett pályára.

## Pályafutása

### Middlesbrough
Pályafutását az amatőr Billingham Town csapatánál kezdte, majd 19 éves korában csatlakozott a Middlesbroughhoz. Öt idényt töltött itt, ez idő alatt feljutáshoz segítette csapatát a harmad- és a másodosztályban is. 1988. augusztus 29-én igazolta le a Manchester United 2.3 millió fontért.

### Vissza a Middlesbroughoz
Miután 1998 júliusában a United megszerezte Jaap Stamot, Pallister visszaigazolt a Middlesbroughoz, akik 2.5 millió fontot fizettek érte, tehát többet, mint amennyiért kilenc éve eladták. Második itt töltött időszakában 5 bajnoki mérkőzésen lépett pályára, valamint két FA-kupa és négy Ligakupa találkozón kapott lehetőséget. A 2000– 01-es idény volt pályafutásának utolsó szezonja, ekkor Bryan Robson volt az edzője, akivel sokáig együtt játszott a Manchester Unitednél. 2001. július 4-én, 36 évesen jelentette be visszavonulását.

## A médiában
Visszavonulása óta rendszeresen vállal szakkommentátori feladatokat a BBC és a  ITV csatornáinál.

## Magánélete
2009-ben megkapta az OBE-t, azaz a Brit Birodalom Rendje tiszti keresztjét. 2010 szeptemberében korábbi klubjánál, a Darlingtonnál lett operációs igazgató.

## Sikerei, díjai

### Klub
Manchester United FC
- Premier League (4): 1992–93, 1993–94, 1995–96, 1996–97
- FA-kupa (3): 1990, 1994, 1996
- Angol labdarúgó-ligakupa: 1992
- Charity Shield (5): 1990, 1993, 1994, 1996, 1997
- Kupagyőztesek Európa-kupája: 1991
- UEFA-szuperkupa: 1991

### Egyéni elismerései
- Sir Matt Busby-díj: 1989–90[4]
- Az év labdarúgója a PFA szavazásán: 1991–92[4]
- First Division/Premier League év csapatának tagja (5): 1991–92, 1992–93, 1993–94, 1994–95, 1997–98[4]
- Second Division az év csapatának tagja: 1987-88[4]
- Third Division az év csapatának tagja: 1986-87[4]